# CUFOS
Il Center for UFO Studies (CUFOS) è un gruppo di ricerca privato che si occupa di osservazioni sugli oggetti volanti non identificati. Fondato nel 1973 dal Dr. J. Allen Hynek, Presidente del Dipartimento di Astronomia alla Northwestern University in Illinois.

## Storia e contesto
Il Dr. Hynek fu anche un consulente scientifico di alto livello per il Progetto Blue Book, uno studio ufficiale avviato dalla United States Air Force tra il 1948 e il 1969. Anche se il Dr. Hynek inizialmente ha aiutato l'Air Force a screditare molti rapporti su oggetti volanti non identificati, si convinse nel tempo, che una piccola parte di essi non poteva essere considerato alla stregua di uno scherzo o un di errata identificazione come fenomeni naturali, e che questi casi avrebbero potuto rappresentare effettivamente qualcosa di straordinario - persino alieni visitatori da altri pianeti. Quando l'Air Force chiuse nel 1969 il Progetto Blue Book, il Dr. Hynek decise di creare una propria organizzazione per continuare gli studi sul fenomeno, attraverso una ricerca imparziale e condotta con metodi scientifici.
Partendo da Evanston, in Illinois, ma con base a Chicago, il CUFOS continua ad essere una piccola organizzazione di ricerca che sottopone ad analisi scientifica tutti i casi. Il suo vasto archivio comprende numerosi e attendibili rapporti, eredità dell'ormai defunto gruppo di ricerca privato del NICAP, uno dei più autorevoli, che tra il 1950 ed il 1960 ha svolto numerose indagini sul fenomeno.  
A seguito del decesso del Dr. Hynek avvenuto nel 1986, il CUFOS fu intitolato in suo onore: J. Allen Hynek Center for UFO Studies. L'attuale direttore è il Dr. Mark Rodeghier, laureatosi presso l'Università del Sussex ottenendo il master in astrofisica e il dottorato in sociologia presso l'Università dell'Illinois. Illustri ufologi hanno collaborato con il Consiglio di Amministrazione: Jerome Clark, un pluri-premiato storico del fenomeno UFO e autore della UFO Encyclopedia; il Dr. Michael Swords, professore di Scienze Naturali ormai in pensione dell'Università del Michigan Occidentale; e il Dr. Thomas E. Bullard, uno studioso di folclore presso l'Università dell'Indiana.

## Curiosità
- Il CUFOS fu citato nella prima stagione della serie televisiva X-Files, nell'episodio Passaggio Segreto (Conduit).